# M/S Ebba Brahe
M/S Ebba Brahe är en bilfärja. Den levererades 17 mars 1990 till Jönköpings kommun, och går i trafik mellan Gränna och Visingsö i Sverige. I juli 2010 och i juli 2021 körde färjan in i Gränna pir, respektive hamn. Enligt en rapport Transportstyrelsen var en bidragande orsak till olyckan 2021 att befälhavaren hade somnat.